# Liste der Wappen in der Provinz Potenza
Liste der Wappen in der Provinz Potenza beinhaltet alle in der Wikipedia gelisteten Wappen der Provinz Potenza in der Region Basilikata in Italien. In dieser Liste werden die Wappen mit dem Gemeindelink angezeigt.

## Wappen der Provinz Potenza

Provinz Potenza
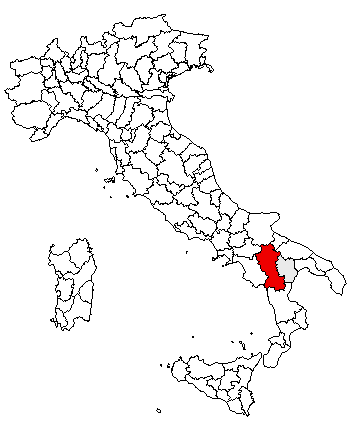
Lage in Italien

## Wappen der Gemeinden der Provinz Potenza

Abriola
Acerenza
Albano di Lucania
Anzi
Armento
Atella
Avigliano
Balvano
Banzi
Bella
Brienza
Brindisi Montagna
Calvello
Calvera
Campomaggiore
Cancellara
Carbone
Castelgrande
Castelluccio Inferiore
Castelluccio Superiore
Castelmezzano
Castelsaraceno
Castronuovo di Sant’Andrea
Cersosimo
Chiaromonte
Corleto Perticara
Episcopia
Fardella
Filiano
Forenza
Francavilla in Sinni
Gallicchio
Genzano di Lucania
Ginestra
Grumento Nova
Guardia Perticara
Lagonegro
Latronico
Laurenzana
Lauria
Lavello
Maratea
Marsico Nuovo
Marsicovetere
Maschito
Melfi
Missanello
Montemilone
Montemurro
Muro Lucano
Nemoli
Noepoli
Oppido Lucano
Palazzo San Gervasio
Paterno
Pescopagano
Picerno
Pietragalla
Pietrapertosa
Pignola
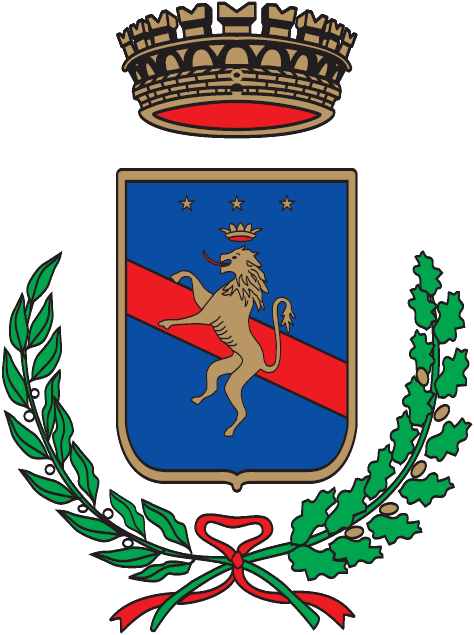
Potenza
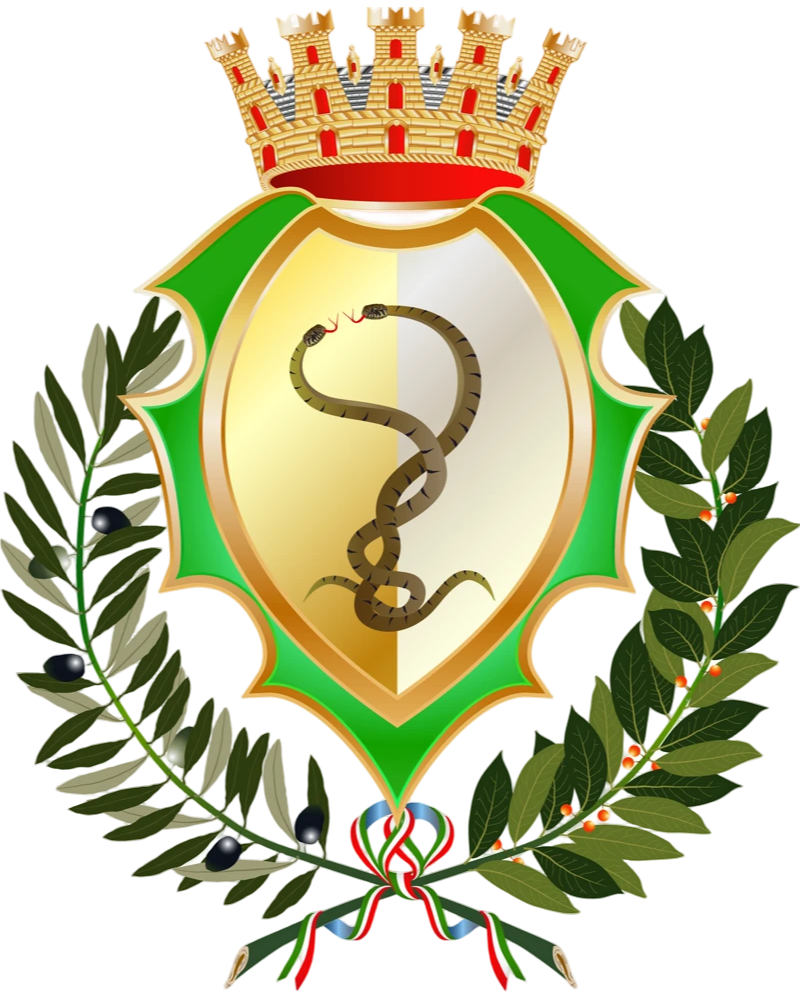
Rapolla
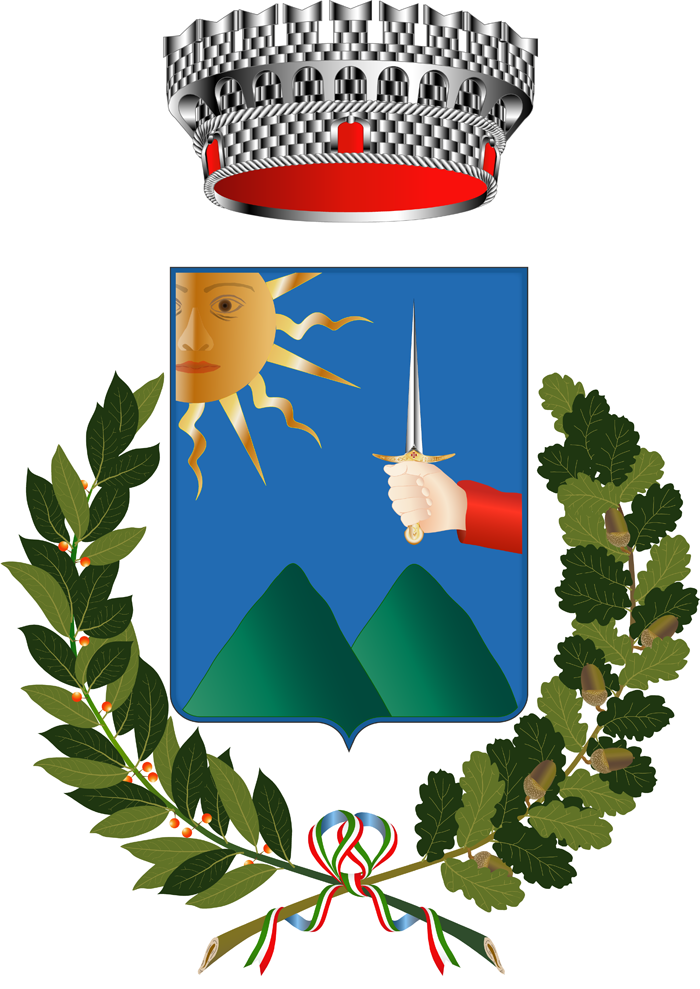
Rapone
Rionero in Vulture
Ripacandida
Rivello
Roccanova
Rotonda
Ruoti
Ruvo del Monte
San Chirico Nuovo
San Chirico Raparo
San Costantino Albanese
San Fele
San Martino d’Agri
San Paolo Albanese
San Severino Lucano
Sant’Angelo Le Fratte
Sant’Arcangelo
Sarconi
Sasso di Castalda
Satriano di Lucania
Savoia di Lucania
Senise
Spinoso
Teana
Terranova di Pollino
Tito
Tolve
Tramutola
Trecchina
Trivigno
Vaglio Basilicata
Venosa
Vietri di Potenza
Viggianello
Viggiano